# Євдокимов Віктор Валерійович
Євдокимов Віктор Валерійович (нар. 15 жовтня 1979 року) — ректор університету «Житомирська політехніка», доктор економічних наук, доктор наук з державного управління, професор, Заслужений діяч науки і техніки України, академік Академії економічних наук України, громадський діяч.

## Освіта
2003 року закінчив Житомирський інженерно-технологічний інститут, спеціаліст за спеціальністю «Облік і аудит».
З 2005 — кандидат економічних наук із спеціальності «Бухгалтерський облік, аналіз та аудит».
2011 — доктор економічних наук із спеціальності «Бухгалтерський облік, аналіз та аудит».
2018 року закінчив Чернігівський технологічний університет, магістр за спеціальністю «Публічне управління та адміністрування».
2021 — доктор наук з державного управління із спеціальності «Державне управління у сфері державної безпеки та охорони громадського порядку»

## Робота
1999—2000 — інженер кафедри обліку і аудиту Житомирського інженерно-технологічного інституту.
2001—2003 — завідувач кабінету, навчальними лабораторіями кафедри обліку і аудиту Житомирського інженерно-технологічного інституту.
2003—2005 — асистента, старший викладач та доцент кафедри бухгалтерського обліку і контролю Житомирського технологічного університету.
2006 — доцент кафедри бухгалтерського обліку і контролю.
2005—2007 — декан обліково-фінансового факультету Житомирського технологічного університету.
2007—2010 — докторант Житомирського технологічного університету.
2010—2011 — професор кафедри бухгалтерського обліку Житомирського технологічного університету.
2011—2016 — проректор з науково-педагогічної роботи та соціального розвитку Житомирського державного технологічного університету.
2012 — професор кафедри бухгалтерського обліку.
2016 — в.о. ректора Житомирського державного технологічного університету.
З 20 квітня 2016 — ректор Державного університету «Житомирська політехніка».

## Політика
Кандидат в мери Житомира від партії «Слуга народу», набрав на виборах 12,56 %.
Голова фракції «Слуга народу» у Житомирській міській раді.

## Нагороди та відзнаки
- 2007 — іменний годинник Міністра освіти і науки України
- 2013 — подяка Міністерства освіти і науки України
- 2007 — грамота Житомирської ОДА з нагоди 70-річчя утворення Житомирської області
- подяка за участь у роботі Державної інспекції навчальних закладів України,
- 2017 — грамота Житомирської ОДА
- 2017 — подяка голови Житомирської обласної ради
- 2018 — грамота Національного агентства з питань державної служби України
- 2018 — Заслужений діяч науки і техніки України (2018 р.). Указом Президента України присвоєно почесне звання
- 2021 — орден «За заслуги» ІІІ ступеня[3]

## Сімейний стан
Одружений. Має двох синів.